# 24a cerimònia dels Lumières
La 24a cerimònia dels Lumières de la Premsa Internacional, va tenir lloc el 4 de febrer de 2019 a l'Institut del Món Àrab i fou presentada per Eve Jackson i Pierre Zéni. Les candidatures es van anunciar el 17 de desembre de 2019.
La pel·lícula The Sisters Brothers de Jacques Audiard fou la gran guanyadora de la nit amb tres premis, entre ells el de millor pel·lícula i el de Millor director.

## Guanyadors i nominats
Els guanyadors s'indiquen en negreta.
| Millor pel·lícula - The Sisters Brothers de Jacques Audiard - La meva vida amb l'Amanda de Mikhaël Hers - Guy de Alex Lutz - Mademoiselle de Joncquières de Emmanuel Mouret - En bones mans de Jeanne Herry                                               | Millor director - Jacques Audiard per The Sisters Brothers - Jeanne Herry per En bones mans - Xavier Legrand per Jusqu'à la garde - Gaspar Noé per Climax - Pierre Salvadori per En liberté !                                                                                 |
| Millor actor - Alex Lutz pel seu paper a Guy - Romain Duris pel seu paper a Nos batailles - Vincent Lacoste pel seu paper a La meva vida amb l'Amanda - Vincent Lindon pel seu paper a En guerre - Denis Ménochet pel seu paper a Jusqu'à la garde        | Millor actriu - Elodie Bouchez pel seu paper a En bones mans - Cécile de France pel seu paper a Mademoiselle de Joncquières - Léa Drucker pel seu paper a Jusqu'à la garde - Virginie Efira pel seu paper a Un amour impossible - Mélanie Thierry pel seu paper a La Douleur  |
| Millor actor revelació - Félix Maritaud pel seu paper a Sauvage - Anthony Bajon pel seu paper a El creient - William Lebghil pel seu paper a Ments brillants - Andranic Manet pel seu paper a Mes provinciales - Dylan Robert pel seu paper a Shéhérazade | Millor actriu revelació - Ophélie Bau pel seu paper a Mektoub, My Love: canto uno - Galatéa Bellugi pel seu paper a L'Apparition - Andréa Bescond pel seu paper a Les Chatouilles - Jeanne Cohendy pel seu paper a Marche ou crève - Kenza Fortas pel seu paper a Shéhérazade |
| Millor pel·lícula francòfona - Girl de Lukas Dhont - Cafarnaüm de Nadine Labaki - Chris the Swiss de Anja Kofmel - L'Insult de Ziad Doueiri - Nos batailles de Guillaume Senez                                                                            | Millor guió - En liberté ! – Pierre Salvadori, Benoît Graffin i Benjamin Charbit - Les Chatouilles – Andréa Bescond i Éric Métayer - Mademoiselle de Joncquières – Emmanuel Mouret - En bones mans – Jeanne Herry - Ments brillants – Thomas Lilti                            |
| Millor primera pel·lícula - Jusqu'à la garde de Xavier Legrand - Les Chatouilles de Andréa Bescond i Éric Métayer - Les Garçons sauvages de Bertrand Mandico - Sauvage de Camille Vidal-Naquet - Shéhérazade de Jean-Bernard Marlin                       | Millor fotografia - Benoît Debie per The Sisters Brothers - Benoît Debie per Climax - Laurent Desmet per Mademoiselle de Joncquières - Julien Hirsch per Un peuple et son roi - David Ungaro per Les Confins du monde                                                         |
| Millor música - Vincent Blanchard i Romain Greffe per Guy - Camille Bazbaz per En liberté ! - Alexandre Desplat per The Sisters Brothers - Pierre Desprats per Les Garçons sauvages - Grégoire Hetzel per Un amour impossible                             | Millor documental - La strada dei Samouni de Stefano Savona - Cassandro the Exotico ! de Marie Losier - De chaque instant de Nicolas Philibert - Nul homme n'est une île de Dominique Marchais - Premières solitudes de Claire Simon                                          |
| Millor pel·lícula d'animació - Dilili a París de Michel Ocelot - Astérix : Le Secret de la potion magique de Louis Clichy i Alexandre Astier - Pachamama de Juan Antín - Mutafukaz de Shojiro Nishimi i Run                                               | Premi Lumière d’honor - Claude Lelouch i Anouk Aimée per la pel·lícula Un homme et une femme - Jane Birkin |